# Abeceda
Abeceda ili alfabet je skup standardiziranih slova - osnovnih simbola za pisanje - koji približno predstavljaju glas ili fonem u nekom od živih ili mrtvih jezika.

## Poveznice
- Hrvatska abeceda
- Abecedno redanje